# Mã Hưu
Mã Hưu (chữ Hán: 馬休, bính âm: Ma Xiu; ?-212) là nhân vật lịch sử người Tây Lương trong thời kỳ Tam Quốc của lịch sử Trung Quốc. Mã Hưu là con trai của Mã Đằng, em trai của Mã Siêu. Mã Hưu theo cha về Hứa Đô để cư trú. Năm 211, Mã Siêu liên kết với các thế lực quân phiệt ở Tây Lương gây ra trận Đồng Quan (211), sau khi Mã Siêu thất bại, Tào Tháo đã giết cả nhà Mã Siêu tại Hứa Đô trong đó có cả Mã Đằng, Mã Thiết và Mã Hưu. Trong Tam Quốc diễn nghĩa, Mã Hưu theo cha và Mã Thiết, Mã Đại vào kinh đô, sau khi âm mưu của Mã Đằng bị lộ, Mã Đằng, Mã Hưu và Mã Thiết đều bị giết, chỉ có Mã Đaị chạy thoát về Tây Lương.